# Walther Schröder
Walther Bernard Friedrich Karl Schröder (Lübeck, 26 november 1902 - aldaar, 31 oktober 1973) was een Duitse officier en SS-Brigadeführer (brigadegeneraal) en Generalmajor in de politie tijdens de Tweede Wereldoorlog. Hij was parlementslid voor de NSDAP in de Rijksdag. Als hoofdcommissaris van politie in Lübeck en als SS- und Polizeiführer in Letland was hij hoofdverantwoordelijk voor de moorden op de Joden in het Rijkscommissariaat Ostland.

## Leven
Op 26 november 1902 werd Walther Schröder geboren in Lübeck. Hij was de zoon van de in Langemark (België) op 4 november 1914 gesneuvelde kanonnier Friedrich Schröder en zijn vrouw Wilhelmine Schröder (geboortenaam Ahrens). Walther ging tot 1919 naar school Lübeck. Hierna volgde hij voor drie jaar praktische training in werktuigbouwkunde. Van april 1922 studeerde Walther voor 5 semesters aan de technische staatsonderwijsinstelling in Hamburg. Tegelijk was hij toehoorder in het vak nationale economie aan de Universität Hamburg. In hetzelfde jaar werd Walther ook lid van de Bund Oberland. In de herfst van 1924 deed hij staatsexamen in algemene machinebouw. Tot december 1931 werkte Walther als constructeur en ingenieur op de scheepswerf von Henry Koch AG en de machinebouw firma AG in Lübeck. 
Op 5 mei 1925 werd Schröder lid van de NSDAP en de Sturmabteilung (SA). Van 1927 tot 1929 was hij SA-Sturmführer (tweede luitenant) SA-Sturm 1 van de Gausturm Mecklenburg-Süd. Schröder was de politieke leider van de plaatselijke afdeling Lübeck. Van 1926 tot 1928 was hij propagandaleider en aansluitend Ortsgruppenleiter in Lübeck. In 1930 verliet hij de Sturmabteilung (SA), en ging werken als Bezirksleiter, Untergauleiter en Kreisleiter tot 1934. In die periode was Schröder tot 1 april 1937 ook hoofd van de 1e gouw hoofdafdeling en gouwinspecteur voor de gouwleiding van het gouw Mecklenburg-Lübeck.
Schröder werd in zijn functie als hoofdredacteur van de "Lübecker Beobachter" veroordeeld tot boetes van 300 RM en 600 RM en raakte hij opnieuw gewond tijdens een confrontatie met politieke tegenstanders door een messteek. In 1929 werd hij als een van de zes NSDAP-leden werd hij gekozen voor het Lübeckse parlement, en bleef lid tot opheffing in 1933. Op 31 juli 1932 deed Schröder mee aan de verkiezingen voor de Rijksdag en werd gekozen voor de kiesdistrict 35 (Mecklenburg), en zat met een korte onderbreking tot het einde van de Tweede Wereldoorlog in het parlement.
Na de overname van de macht door nazi's, werd Schröder op 6 maart 1933 benoemd tot waarnemend hoofdcommissaris van politie in Lübeck. Op 31 mei van hetzelfde jaar volgde zijn vaste aanstelling als hoofdcommissaris van politie. En werd door de Rijksstadhouder Friedrich Hildebrandt benoemd tot senator in het Lübeckse staatsbestuur en met toezicht op de politie.
Op 6 oktober 1933 trouwde Schröder met Helga Jungelaus. Het echtpaar kreeg een dochter (1937) en twee zonen (1935 en 1942). Schröder en zijn vrouw waren lid van de  Lebensborn vereniging.
Op 8 september 1936 lid van de Nationalsozialistisches Kraftfahrkorps (NSKK) en werd als NSKK-Standartenführer (kolonel) aan de staf van de Motor-Obergruppe Nord (Hamburg) toegevoegd. Een jaar later volgde zijn bevordering tot NSKK-Oberführer. In april 1938 werd Schröder als SS-Oberführer geaccepteerd in de Schutzstaffel (SS). En werd geplaatst in het Sicherheitsdienst (SD) wat geleid werd door de SS-Gruppenführer Reinhard Heydrich.

### Tweede Wereldoorlog

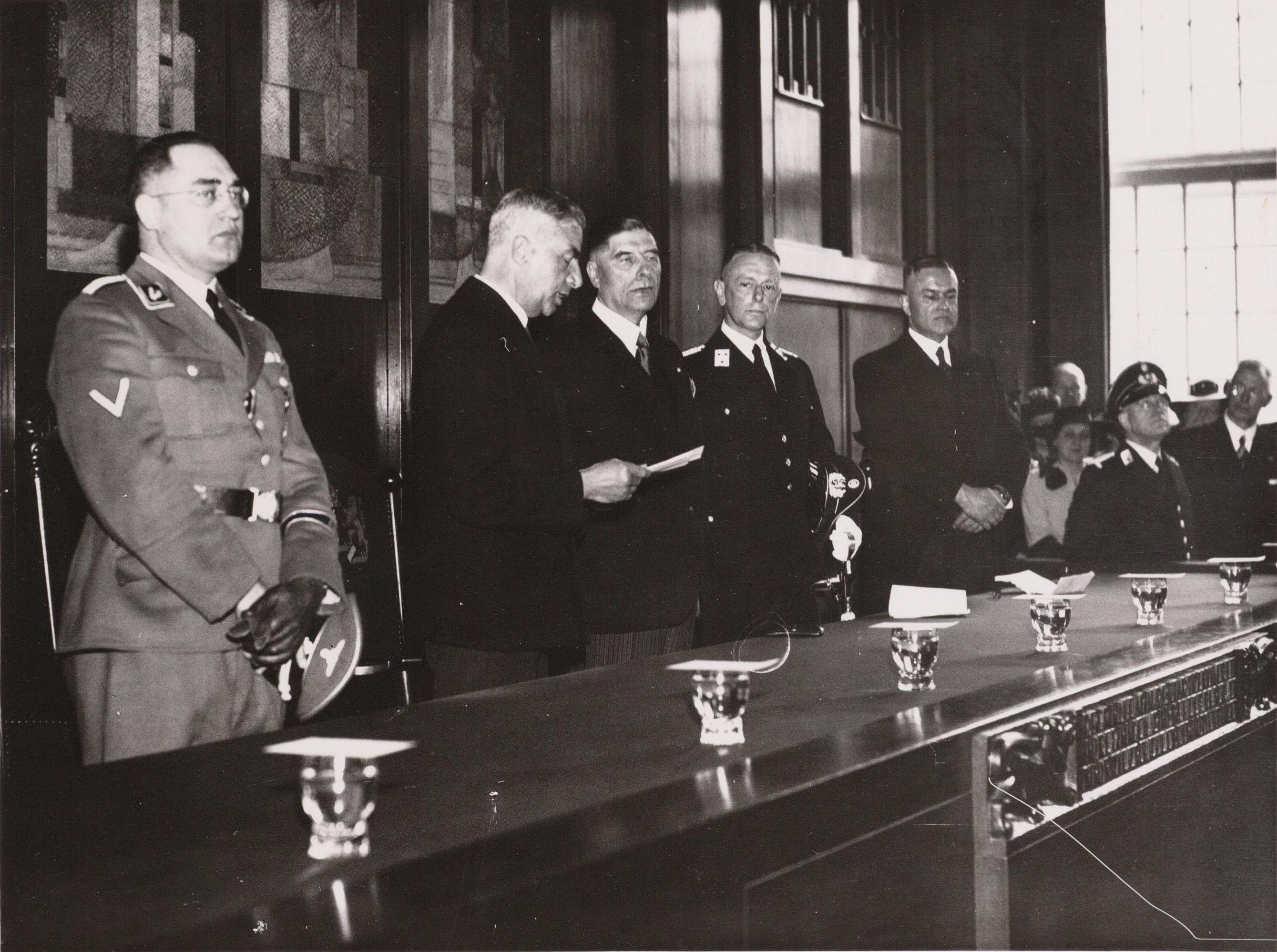
Hoofdcommissaris Schröder in Nederland, 1941.

Schröder werd onmiddellijk na de Februaristaking naar Nederland gestuurd om als hoofd van de Duitse politie de staking neer te slaan en orde te herstellen.
In augustus 1940 toen hij zijn Wehrerfassung moest opgeven, beweerde Schröder dat hij ernstige verwondingen had opgelopen. In 1928 had hij een armblessure opgelopen tijdens een gevecht in de Centrale hal van Lübeck, en in 1932 een dubbele armfractuur tijdens een auto-ongeluk waardoor Schröder een abnormaal beweeglijk gewricht had. Op 4 september werd hij als militair geschikt voor niet-strijdende dienst geclassificeerd.
Op 4 augustus 1941 volgde Schröder zijn benoeming door Heinrich Himmler tot SS- und Polizeiführer (SSPF) in Riga. En een paar dagen later werd hij benoemd tot SS- und Polizeistandortführer (vrije vertaling: SS- en politie garnizoensleider) van het Generalbezirk Lettland in het Rijkscommissariaat Ostland met zijn kantoor in Riga. Hij rapporteerde aan de Höherer SS- und Polizeiführer (HSSPF), SS-Gruppenführer Hans-Adolf Prützmann, en de Generalkommissar (algemeen commissaris) van Lettland Otto-Heinrich Drechsler die ook de burgemeester van Lübeck was. Hij leidde ook de activiteiten van de lokale Letse wetshandhavings- en veiligheidsdiensten, waaronder de Letse hulppolitie die hij aanstuurde als Befehlshaber der Ordnungspolizei (BdO) (vrije vertaling: Bevelhebber van de Ordepolitie).
Deze troepen waren betrokken bij talloze moorden op Joden en andere Letten, waaronder de beruchte bloedbaden in Liepāja en het bloedbad van Rumbula. Geschat wordt dat er meer dan 80.000 Letten zijn vermoord tijdens de Holocaust. Op 27 september 1941 werd Schröder bevorderd tot SS-Brigadeführer (brigadegeneraal) en Generalmajor in de politie. Na zijn bevordering werkte hij samen met de algemeen commissaris Otto-Heinrich Drechsler en assisteerde hij de leider van de  en de Einsatzgruppen Franz Walter Stahlecker bij zijn taken.
Na de luchtaanval op Lübeck in de nacht van 28 op 29 maart 1942 kreeg Schröder van de gouwleider Hinrich Lohse het bevel terug te keren naar Lübeck. Hij kwam in de nacht van 31 maart aan, daar was Schröder tot 4 april 1942 de plaatsvervangend rijksverdedigingscommissaris van het Wehrkreis X (vrije vertaling: 10e militaire district) in Hamburg. En daarna tot 6 mei terug in zijn oude functie als hoofdcommissaris van politie en wethouder van het bouwbestuur in Lübeck. Om het moreel op te krikken, werden er leveringen gedaan aan de bevolking van Lübeck met gewilde en anderszins moeilijk verkrijgbare goederen. De voorzitter van de nationaalsocialistische algemene welzijnszorg  in Lübeck Wilhelm Janowsky hield grote voorraden voor zichzelf. Maar hij liet ook omvangrijke voedselpakketten uitdelen aan vrienden en Schröder ontving ook dergelijke pakketten. Er vond geen proces tegen Schröder plaats, en de zaak werd in de doofpot gestopt. Op 28 augustus 1942 werd Janowsky door een speciale rechtbank in Kiel ter dood veroordeeld. Hij werd op 15 december 1942 in Hamburg geëxecuteerd.
Op 10 april 1942 ordenen de afdelingsleider van het Hauptamt Ordnungspolizei Wilhelm von Grolman de terugplaatsing van Schröder naar Lübeck. De terugplaatsing vond echter niet plaats vanwege organisatorische problemen in Riga, en dus stelde Grolman op 23 juni 1942 de terugplaatsing voor onbepaalde tijd uit.
Op 24 augustus 1942 stuurde Himmler Schröder een ‘laatste maning’ (met kopieën aan Jeckeln, Wolff en het SS-Personalhauptamt). Daarin bekritiseerde hij zijn ‘verslaving om voortdurend in de krant genoemd te worden’ en liet hem weten dat hij uit zijn functie zou worden ontheven ‘de volgende keer dat hij in een krantenartikel in het Duits of Lets zou worden genoemd.’
Van januari 1943 was hij betrokken bij de politieke onderhandelingen voor de oprichting van het Lettische SS-Freiwilligen Legion. Een militaire formatie die grotendeels uit Letse vrijwilligers bestond, die uiteindelijk uitgroeide tot de 15. Waffen-Grenadier-Division der SS (lettische Nr. 1) en de 19. Waffen-Grenadier-Division der SS (lettische Nr. 2).
In een geheimen beoordeling van 26 juni 1944 door Jeckeln, beschreef hij Schröder als volgt:
"SS-Führer mit sehr guten charakterlichen Eigenschaften“, ihm fehle es aber „manchmal an der notwendigen Härte“ und dass er „auch etwas zur Bequemlichkeit“ neige. „Sein in- und außerdienstliches Auftreten“ sei „sehr gut“, das soldatische lasse aber „zu wünschen übrig“, er sei „also nicht der Typ des harten SS-Mannes“, politische Aufgaben würden ihm mehr als soldatische liegen."
"SS-leider met zeer goede karaktereigenschappen, soms ontbreekt het hem aan de nodige strengheid en is hij ook geneigd om “enigszins gemakzuchtig” te zijn. Zijn gedrag tijdens en buiten de dienst optreden zijn “zeer goed”, het militaire aspect laat echter "veel te wensen over", hij is “niet het type stoere SS-man”, politieke taken zouden hem beter liggen dan militaire."
Op 19 oktober 1944 meldde Schröder zich opnieuw bij het Hauptamt Ordnungspolizei in Lübeck om de zaken van de SSPF Letland af te handelen. In november verzocht hij de HSSPF Bassewitz-Behr om benoemd te worden tot hoofdcommissaris van Lübeck en als opvolger van de burgemeester van Bremen, Johann Heinrich Böhmcker. Op 21 november 1944 benoemde Himmler Schröder echter tot opvolger van SS-Brigadeführer Kurt Hintze, die in Opper-Silezië was gesneuveld.
Schröder werd in januari 1945 op instigatie van Bassewitz-Behr echter teruggeplaatst naar Lübeck als hoofdcommissaris.
Aan het einde van de oorlog was hij het met de Kampfkommandant van Lübeck de Generalmajor Kurt Lottner, andere officieren op het hoofdkwartier, burgemeester Otto-Heinrich Drechsler en Kreisleiter Otto Bernhard Clausen eens dat het geen zin had om de stad te verdedigen tegen de Britse tankeenheden die vanaf de Elbe oprukten. De explosieven die aan de bruggen rond de stad waren geplaatst, werden verwijderd. De stad kon daarom op 2 mei 1945 worden ingenomen, grotendeels zonder gevechten en zonder verdere schade.

## Na de oorlog
Nadat de Britten onder leiding van majoor Coolay eerst burgemeester Drechsler in het raadhuis van Lübeck hadden gearresteerd. Ging Coolay naar het hoofdbureau van politie in Lübeck waar hij Schröder en de politie van Lübeck arresteerde.
De politie hervatte de volgende dag ongewapend haar taken, werd op 3 mei Schröder gearresteerd door de militaire regering in de persoon van districtsofficier A. J. R. Munro. De denazificatierechtbank in Bergedorf veroordeelde Schröder tot twee jaar en negen maanden gevangenisstraf. De rechtbank achtte hem schuldig aan ‘valse ontkenning’ en ‘gebrek aan inzicht’. Schröder wilde niets horen over de Holocaust en de onrechtvaardige omstandigheden in het concentratiekamp.
In het denazificatieproces werd Schröder alleen geclassificeerd als een ‘meeloper’. Danker en Schwabe beschreven deze classificatie als ‘absurd’ in de achtergrond van Schröders leiderschapsrol in Sleeswijk-Holstein en in het Rijkscommissariaat Ostland.
Na afloop van de oorlog werd Schröders ambtsvilla in het Burgfeld in Lübeck door de bezettingsautoriteiten geconfisqueerd. In januari 1956 eiste Schröder, die een maandelijks pensioen van 1100 mark ontving, een schadevergoeding van 53.000 mark van de stad Lübeck op grond van het Reichsleistungsgesetz (vrije vertaling: Wet op de uitkeringen van het Rijk).
In 1955 en 1956 werden twee onderzoeken door het Openbaar Ministerie van Lübeck wegens gebrek aan bewijs gestaakt.
Over het verdere verloop van zijn leven is niets bekend. Op 31 oktober 1973 stierf Schröder in Lübeck.

## Carrière
Schröder bekleedde verschillende rangen in zowel de Allgemeine-SS als Sturmabteilung. De volgende tabel laat zien dat de bevorderingen niet synchroon liepen.
| Datums            | Sturmabteilung | NSKK                  | Politie                          | Staatsdienst | Allgemeine-SS    | NSDAP                       |
| ----------------- | -------------- | --------------------- | -------------------------------- | ------------ | ---------------- | --------------------------- |
| 1926              | —              | —                     | —                                | —            | —                | Propaganda-Obmann           |
| 1927              | SA-Mann        | —                     | —                                | —            | —                | —                           |
| September 1927    | SA-Sturmführer | —                     | —                                | —            | —                | —                           |
| Juni 1928         | —              | —                     | —                                | —            | —                | Ortsgruppenleiter der NSDAP |
|                   | —              | —                     | —                                | —            | —                | Bezirksleiter der NSDAP     |
|                   | —              | —                     | —                                | —            | —                | Untergauleiter der NSDAP    |
| 1930              | —              | —                     | —                                | —            | —                | Kreisleiter der NSDAP       |
| 1932              | —              | —                     | —                                | —            | —                | Gauinspekteur               |
| 31 mei 1933       | —              | —                     | —                                | Senator      | —                | —                           |
| 8 september 1936  | —              | NSKK-Standartenführer | —                                | —            | —                | —                           |
| 1 juli 1937       | —              | —                     | Kommissarischer Polizeipräsident | —            | —                | —                           |
| 30 januari 1938   | —              | NSKK-Oberführer       | —                                | —            | —                | —                           |
| 20 april 1938     | —              | —                     | —                                | —            | SS-Mann          | —                           |
| 20 april 1938     | —              | —                     | —                                | —            | SS-Oberführer    | —                           |
| 4 oktober 1938    | —              | —                     | Polizeipräsident                 | —            | —                | —                           |
| 27 september 1941 | —              | —                     | Generalmajor der Polizei         | —            | SS-Brigadeführer | —                           |

## Lidmaatschapsnummers
- NSDAP-nr.: 6 288 (lid geworden 5 mei 1925[3][10][2])
- SS-nr.: 290 797 (lid geworden 20 april 1938[9][10])

## Onderscheidingen
Selectie:
- Gouden Ereteken van de NSDAP[10][4] op 5 januari 1934[25]
- Gouwereteken voor de Oude Strijder van het Gouw Mecklenburg-Lübeck 1923 in 1933[25]
- Ereteken van de Luchtbescherming, 2e Klasse op 30 maart 1940[25]
- Ehrenwinkel der Alten Kämpfer[25]

## Afkortingen
- Befehlshaber der Ordnungspolizei (BdO) - vrije vertaling: Bevelhebber van de Ordepolitie
- Befehlshaber der Sicherheitspolizei (BdS) - vrije vertaling: Bevelhebber van de Veiligheidspolitie

Reichskommissar